# Бодня Марія Андріївна
Марія Андріївна Бодня (нар. 29 березня 1950, село Піски, тепер Бобровицького району Чернігівської області) — українська радянська діячка, голова виконкому Пісківської сільської ради Бобровицького району Чернігівської області. Депутат Верховної Ради УРСР 11-го скликання.

## Біографія
Народилася в родині колгоспників. Освіта вища. Закінчила Білоцерківський сільськогосподарський інститут.
У 1970—1980 роках — обліковець тракторної бригади, бригадир садово-городньої бригади, головний агроном, керуюча відділку, голова профспілкового комітету колгоспу імені Жданова села Піски Бобровицького району Чернігівської області.
Член КПРС з 1975 року.
З березня 1980 року — голова виконавчого комітету Пісківської сільської ради народних депутатів Бобровицького району Чернігівської області.
Потім — на пенсії в селі Піски Бобровицького району Чернігівської області.

## Нагороди
- два ордени Трудового Червоного Прапора
- медалі